# 世界の起源
『世界の起源』（せかいのきげん、仏: L’Origine du monde, 英: The Origin of the World）は、ギュスターヴ・クールベ作の油彩画である。1866年作。およそ46 × 55cm（18.1 × 21.7インチ）。ベッドの上で足を開いた裸の女性の性器と腹部をクローズアップで描写している。

## 由来

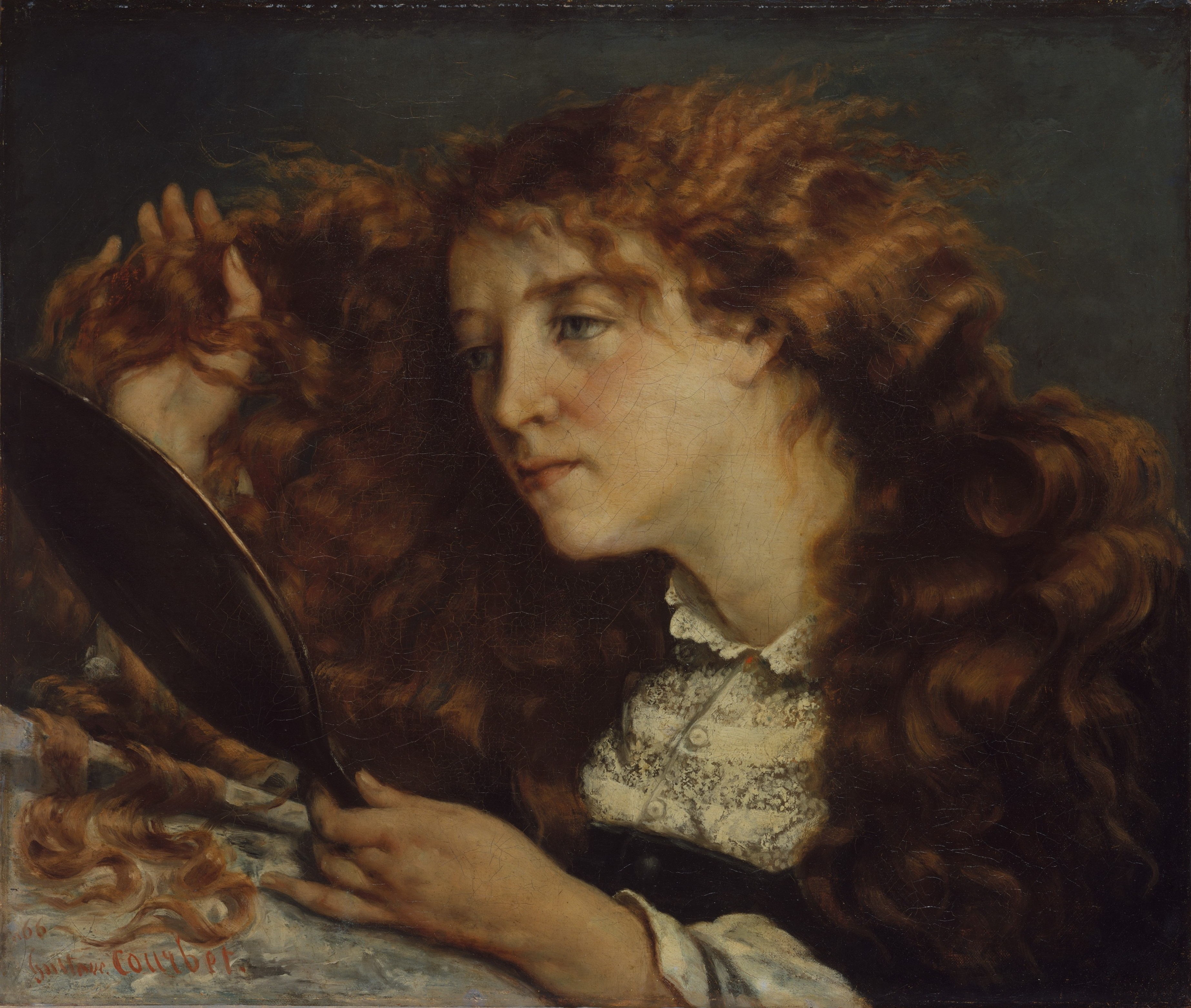
クールベ作 La belle Irlandaise （『美しきアイルランド女（ジョーの肖像）』）。ジョアンナ・ヒファーナンを描いた絵。おそらく彼女が『世界の起源』のモデルだとされている。

### モデルの比定
この絵が描かれた当時、クールベのお気に入りのモデルは、ジョアンナ・ヒファーナン（Joanna Hiffernan）、通称ジョー（Jo）と呼ばれる女性だった。当時、彼女の恋人はアメリカ人の画家でクールベの信奉者のジェームズ・マクニール・ホイッスラーであった。
クールベはまた1866年に La belle Irlandaise （『美しきアイルランド女（ジョーの肖像）』）という、ヒファーナンをモデルにした絵を描いた。クールベは画業において4枚のヒファーナンの肖像を書いている。彼女が『世界の起源』のモデルであれば、少し後にクールベとホイッスラーが喧嘩別れした事の説明がつく。その後ホイッスラーは、彼女と別れアメリカへ帰った。もっとも、ヒファーナンが赤毛で『世界の起源』の陰毛は黒々しているところが疑問点ではあるが、彼女がモデルであるという説が有力であった。

ジェームズ・ホイッスラー作『白のシンフォニー第1番-白の少女』。ジョアンナ・ヒファーナンを描いた絵。1862年、ワシントン・ナショナル・ギャラリー

彼女についての小説 J’étais l’origine du monde （『私が世界の起源』）が、2000年に出版された。著者はフランスの作家 Christine Orban 。ヒファーナンを語り手として、彼女がクールベの愛人であり絵のモデルだという説に立っている。また Bernard Teyssèdre も Le roman de l’origine （『起源の物語』、1996年）において、主人公をクールベ自身とし、彼女がモデルだとしている。

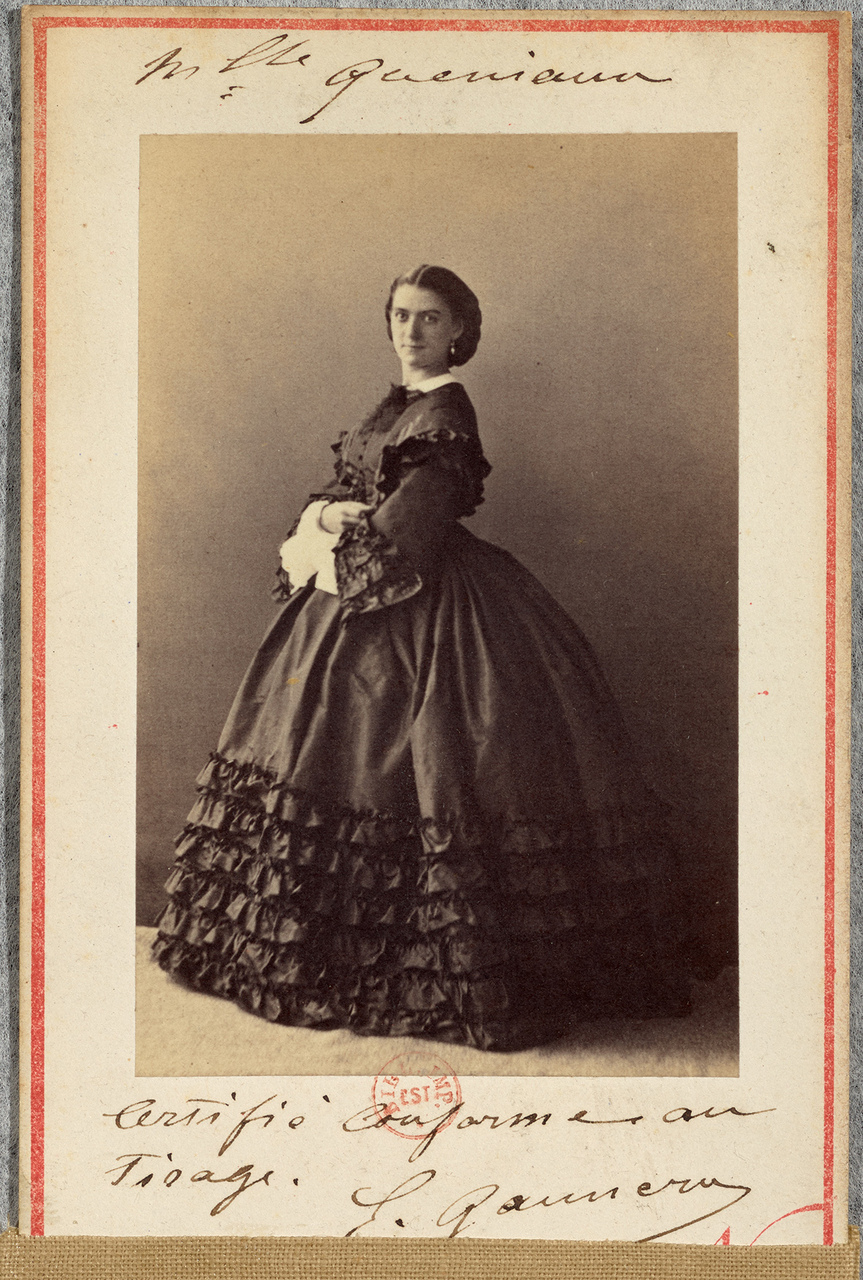
ナダールによるコンスタンス・ケニオー (1861)

2018年9月末、アレクサンドル・デュマ研究者のクロード・ショプが、モデルはパリ・オペラ座バレエ団のバレリーナで高級娼婦および注文主ハリル・ベイ（以下参照）の愛人であったコンスタンス・ケニオーであると発表した。これはアレクサンドル・デュマ・フィスがジョルジュ・サンドに宛てた手紙に不明瞭な言葉があることに気づいたことがきっかけであった。書簡集に収録された手紙では、デュマはパリ・コミューンを敵視し、コミューンに参加したクールベの悪口を書いていた。その中に「オペラ座のミス・ケニオーの最も繊細で、最も堂々とした『インタビュー』（フランス語：アンテルヴュー）を描いた人はかつていなかった」というくだりがあったが、「インタビューを描く」というのは意味が分からないと考えたショプはフランス国立図書館にある書簡の現物を確認し、これは「内部」「秘部」を意味する「アンテリウール」の手書き文字を書簡集の出版者が読み間違えたものであると判断した。フランス国立図書館のシルビー・オブナはこれまでケニオー説を唱えてきたが、この発見を伝えられ、「この証拠のおかげで、クールベのモデルがコンスタンス・ケニオーだと99％確信できた」と述べた。クロード・ショプは10月4日にこれに関する著書『世界の起源 ― モデルの人生』を発表した。

### 所有者
『世界の起源』の注文は、オスマン帝国の前外交官ハリル・ベイ（Khalil Bey、ハリル・シェリフ・パシャ Halil Şerif Paşa）によるものだと考えられている。彼はマケドニア出身の高官の息子としてエジプトのカイロで生まれ、パリへ教育に送られ、パリでオスマン帝国の外交官として1855年パリ万博出展やクリミア戦争の講和にあたった後、アテネ、サンクトペテルブルクの大使を務め、その後外交官職を退いてパリに定住した。シャルル＝オーギュスタン・サント＝ブーヴがハリル・ベイをクールベに引き合わせ、ハリルはクールベに個人的なエロティック絵画のコレクションに加えるための絵を注文した。そのコレクションには他にもドミニク・アングルの Le Bain turc （『トルコ風呂』、ルーヴル美術館蔵）や、クールベの別の絵である Les Dormeuses （『眠る女たち』、プティ・パレ美術館蔵）が含まれていた。なお『眠る女たち』のモデルの一人はヒファーナンだと言われている。
ハリル・ベイは再び外交官となってウィーンに行くことが決まり、賭博で積みあがった借金を清算するため、1868年1月にコレクションの売り立てを行った。骨董商のアントワーヌ・デ・ラ・ナルド（Antoine de la Narde）が『世界の起源』を最初に購入した。エドモン・ド・ゴンクールが1889年、骨董店でこの絵を発見した。雪の風景が書かれた板で隠されていたという。1910年、ロベール・フェルニエ（Robert Fernier 、画家・クールベの研究者）の協力の下、ハンガリーのフェレンツ・ハトヴァニ男爵（Ferenc Hatvany）がベルネーム＝ジューヌ画廊でこの絵を買い、ブダペストに持ち帰った。ハトヴァニは産業家から貴族となったハトヴァニ＝ダイチュ家出身のコレクターで、自身も画家としてパリで教育を受けた人物だった。第二次世界大戦の末期、この絵はソビエト軍に略奪された。当時フランスに移住していたハトヴァニが代価を払うことで、絵を1枚だけパリに持ち出す許可を得た。そのとき彼は『世界の起源』を選んだ。
1955年、『世界の起源』は、オークションにて150万フラン（注：デノミネーション以前）で売られた。新しい所有者は精神分析学者のジャック・ラカンであった。妻で女優のシルヴィア・バタイユとともに、彼はその絵をパリ郊外のギトランクール（Guitrancourt）の村の別荘に飾った。ラカンは彼の義兄のアンドレ・マッソンに、これを隠すための別の絵と、二重構造の額縁の制作を依頼した。マッソンは隠喩的なシュルレアリスム版の『世界の起源』を描いた。1988年、ブルックリン美術館でのクールベ回顧展で『世界の起源』が公開され、ニューヨーク市民は感嘆した。なお、2008年にメトロポリタン美術館で開かれたギュスターヴ・クールベ展でも展示されている。1981年にラカンが没した後、フランスの経済財務大臣は、遺族の相続税を免除する代わりに（フランス法律における物納として）この作品をオルセー美術館に譲渡することを認め、1995年に最終的に実施された。

## リアリズムの衝撃
『世界の起源』は、道徳の価値が疑われはじめた時代に描かれた。その写実性と赤裸々なエロチシズムのために、この作品はいまなお衝撃的である。

### 挑発的作品
19世紀を通じて、裸体表現は革命を続けてきており、その主要な活動家がクールベとマネであった。アカデミック絵画では、つるつるとして理想化されたヌードが求められていたが、クールベはそれを拒否することで、フランス第二帝政の偽善的な風潮を批判したのである。当時は、エロティシズムや猥褻の表現は、神話的もしくは夢幻的な絵画のみが許容されていた。これは、ルネサンス以降の伝統であり、ギリシャ神話において人類発祥の地を言われるクレタ島のガイアを表すと思われる洞窟の中の岩の割れ目（正に「陰裂」に見える）を起源とする芸術表現の歴史の過程である。
クールベは後に、「絵画において嘘をついたことはない」と言った。彼の写実主義によって、表現の限界が押し開かれた。『世界の起源』でクールベは、マネの『草上の昼食』『オランピア』以上のエロティシズムを表した。
また、この絵画は日本の江戸時代の歌川国芳などの「大開絵（おおつびえ）」の影響を明らかに受けている。

### 影響

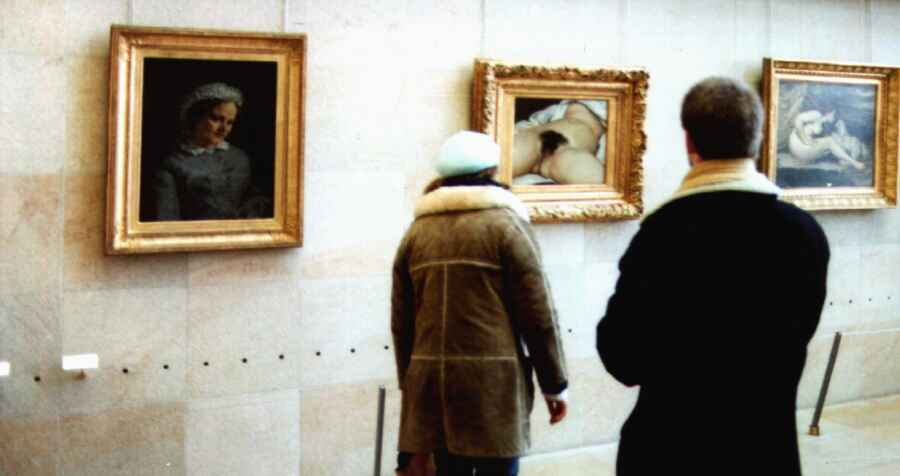
『世界の起源』の展示（オルセー美術館）。

1994年2月、Jacques Henric 作の小説 Adorations perpétuelles （『永遠のあこがれ』）が、『世界の起源』を表紙絵にして出版された。警察当局はフランスの書店を周り、店頭からの撤去を求めた。クレルモン＝フェランの Roma 書店など、いくつかの店の経営者は展示を継続したが、ブザンソンの Les Sandales d’Empédocle など、他の店は従った。また自主回収を行うところもあった。著者はこれに失望して言った。「少し前まで、本屋というのは反体制のものだった。1970年、内務省がピエール・ギュヨタの本『エデン・エデン・エデン』を発禁にしたとき、本屋は抵抗する場所になったのだ。それが今では、検閲官の先棒担ぎか……」
モラルの基準や、ヌードの芸術表現に関してのタブーはクールベの時代から変化しているが、それは写真や映画によるものであり、絵画ではいまだ刺激的である。この絵がオルセー美術館に到着した際は、ちょっとした騒ぎになった。護衛がこの絵のためだけに1人ついて、見物客の反応に注意することになった。
セルビアのパフォーマンスアーティスト、Tanja Ostojić は、2005年、この絵をパロディにして"EUパンティ"というポスターを制作した。また、2014年には、ルクセンブルク出身の若手女性アーティストのデボラ・ドゥ・ロベルティスが、この絵の下で、M字開脚して、自身の陰部を公共の場で両手で広げて見せて、物議を醸した。
金沢市の金沢21世紀美術館には、2004年よりアニッシュ・カプーアによる『世界の起源』と題するインスタレーションが恒久展示されている。これは、展示室の上の方に黒々とした楕円形の穴が描かれたものである。
絵はがきのセールス順で言えば、『世界の起源』はオルセー美術館で、ルノワールの『ムーラン・ド・ラ・ギャレットの舞踏会』に続いて2番目に人気のある作品である。

## フィルモグラフィ
- Jean Paul Fargier 『世界の起源』1996年 26分[14]

## 参照
1. 1 2 3  “Madame "Origine du monde" s'appelait Constance Quéniaux” (フランス語). Le Huffington Post. (2018年9月25日) 2025年6月26日閲覧。
2. ↑  Claude Schopp (2018年10月4日). L'Origine du monde. Vie du modèle. Phébus
3. ↑  Siméone, Christine (2018年9月26日). “Toi aussi, tu peux retrouver le visage de "L'Origine du Monde" de Courbet” (フランス語). France Inter 2018年10月6日閲覧。
4. ↑  “Il découvre par hasard le nom de Madame "Origine du monde"” (フランス語). Le Huffington Post. (2018年9月25日) 2018年10月6日閲覧。
5. ↑  “Le fabuleux destin de Constance Quéniaux, la femme représentée dans L'Origine du monde” (フランス語). FIGARO. (2018年9月25日) 2018年10月6日閲覧。
6. ↑  「「最もわいせつ」な絵画、ついにモデル判明 クールベ作「世界の起源」」『』。2018年10月6日閲覧。
7. ↑  Pour cette section, voir la transcription du film de Jean-Paul Fargier, L'Origine du monde, par le ciné-club de Caen.
8. ↑  ARTNews; エロティックな名画の数奇な運命 Archived 2008年4月9日, at the Wayback Machine.
9. ↑  
Voir une reproduction du catalogue de l'exposition Amours (Fondation Cartier pour l'art contemporain, Paris, 1997), sur le site pileface de Philippe Sollers.
10. ↑  Jacques Henric: «Le sexe reste subversif» | L'Humanité Tuesday, June 27, 1995
11. ↑  Performance Artist Does Impromptu Reenactment Of 'The Origin Of The World.' Yes, THAT Painting. The Huffington Post | By Katherine Brooks Posted: 06/06/2014 5:37 pm EDT Updated: 06/09/2014 12:59 pm EDT
12. ↑  http://www.kanazawa21.jp/data_list.php?g=30&d=5
13. ↑  “The history of 'The Origin of the World'”. 2008年11月29日閲覧。
14. ↑  “Documentaire de Jean-Paul Fargier” (French).  arte tv (2007年11月2日). 2008年7月14日閲覧。

- Dagen, Philippe. “Le Musée d’Orsay dévoile « L’Origine du monde »”. Le Monde., 1995-06-21
- Dagen, Philippe. “Sexe, peinture et secret”. Le Monde., 1996-10-22
- Du Camp, Maxime (1878). Les Convulsions de Paris
- Lechien, Isabelle Enaud. James Whistler. ACR Édition
- Guégan, Stéphane; Michèle Haddad. L’ABCdaire de Courbet. Flammarion
- Noiville, Florence. “Le retour du puritanisme”. Le Monde., 1994-03-25
- Savatier, Thierry (2006). L'Origine du monde, histoire d'un tableau de Gustave Courbet. Paris: Bartillat
- Schlesser, Thomas (2005). “L’Origine du monde”. Dictionnaire de la pornographie. Paris: Presses Universitaires de France
- Teyssèdre, Bernard (1996). Le roman de l'Origine, Paris. Gallimard